# Schiffskatastrophe bei den Scilly-Inseln 1707

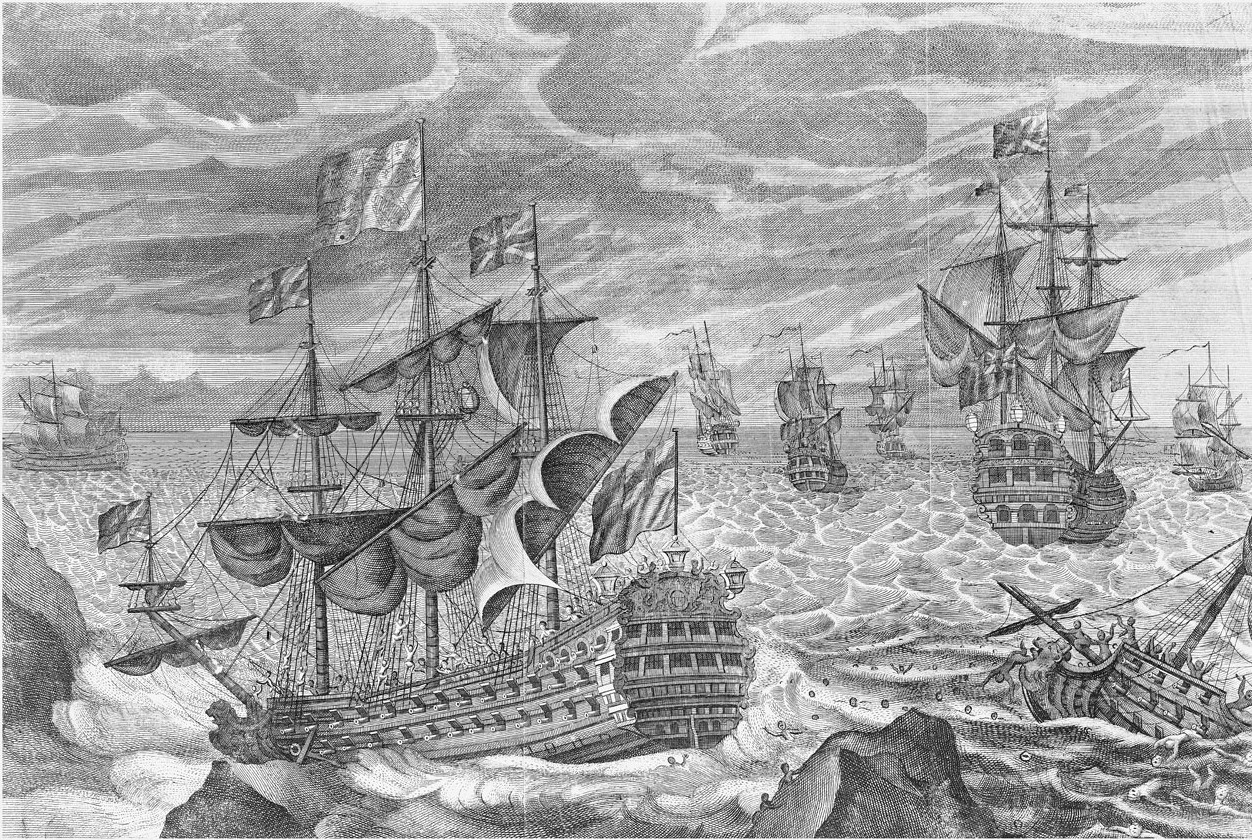
Kupferstich der Association (1697), eines der gesunkenen Schiffe

Die Schiffskatastrophe bei den Scilly-Inseln 1707 ereignete sich am 22. Oktoberjul. / 2. November 1707greg.. Bei stürmischer See liefen insgesamt vier Kriegsschiffe der Royal Navy auf die Felsen der Scilly-Inseln vor der Küste Cornwalls auf und sanken. Dabei starben etwa 1.450 Seeleute, darunter der kommandierende Admiral Sir Cloudesley Shovell. Es handelte sich um eine der größten Schiffskatastrophen des 18. Jahrhunderts und in der Geschichte der Royal Navy. Das Unglück war wesentlich durch den Umstand verursacht, dass es mit den damaligen Methoden der nautischen Positionsbestimmung nicht möglich war, den Längengrad präzise zu bestimmen, was zur Folge hatte, dass sich der Flottenverband zum Zeitpunkt des Unglücks wesentlich weiter westlich wähnte, als dies tatsächlich der Fall war.

## Ablauf der Ereignisse

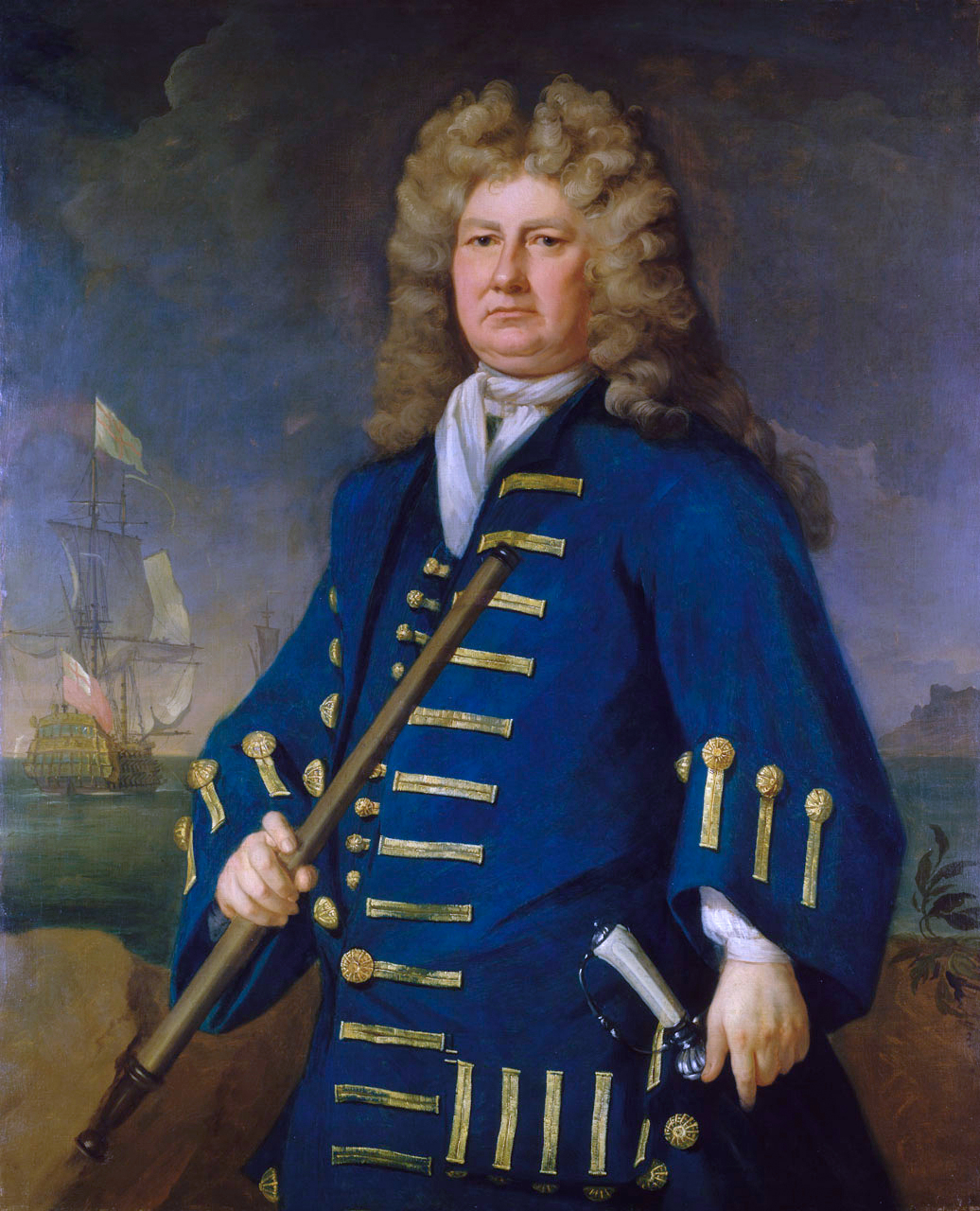
Admiral Sir Cloudesley Shovell, Befehlshaber der Flotte

Seit 1701 befanden sich England und Schottland (ab dem Act of Union 1707 als Vereinigtes Königreich Großbritannien) im Spanischen Erbfolgekrieg in einer großen Koalition, der Haager Großen Allianz, im Kriegszustand mit Frankreich unter Ludwig XIV. Im Jahr 1707 stieß eine kaiserliche Armee unter dem Kommando des Prinzen Eugen von Piemont nach Südfrankreich vor und begann mit der Belagerung des französischen Kriegshafens von Toulon. Das Vereinigte Königreich entsandte einen Flottenverband unter dem Befehl Sir Cloudesley Shovells ins Mittelmeer, der die Belagerung von Toulon seeseitig unterstützen sollte. Die Flottille unter Admiral Shovells Kommando umfasste 15 Linienschiffe: Association, Royal Anne, St. George, Somerset, Torbay, Eagle, Monmouth, Swiftsure, Romney, Panther, Orford, Rye, Lenox, La Valeur, Cruizer, fünf weitere Schiffe – vier Brander (Firebrand, Vulcan, Phenix, Grafton), einen Sloop (Weazel) – und eine Yacht (Ysabella). Flaggschiff war die Association unter dem Kommando von Admiral Shovell. Vizeadmiral war George Byng, der die Royal Anne befehligte, und Konteradmiral war John Norris mit dem Kommando über die Torbay.
Letztlich konnten die Verteidiger Toulons die Seefestung halten und die Belagerung musste im August 1707 abgebrochen werden. Shovells Schiffe kehrten nach Gibraltar zurück, das 1704 von den Briten erobert worden war. Am 29. September 1707 verließ die Flotte Gibraltar wieder und segelte Richtung England. Die Rückfahrt war durch ungünstige Wetterbedingungen gekennzeichnet. Es herrschte dunstiges Wetter mit schlechter Sicht. Konstante Regenschauer, Sturmwinde und heftige Böen machten über den größten Teil der Fahrt eine genauere Positionsbestimmung unmöglich und die Positionsbestimmung musste aufgrund von Abschätzungen (Koppelnavigation, dead reckoning) erfolgen.

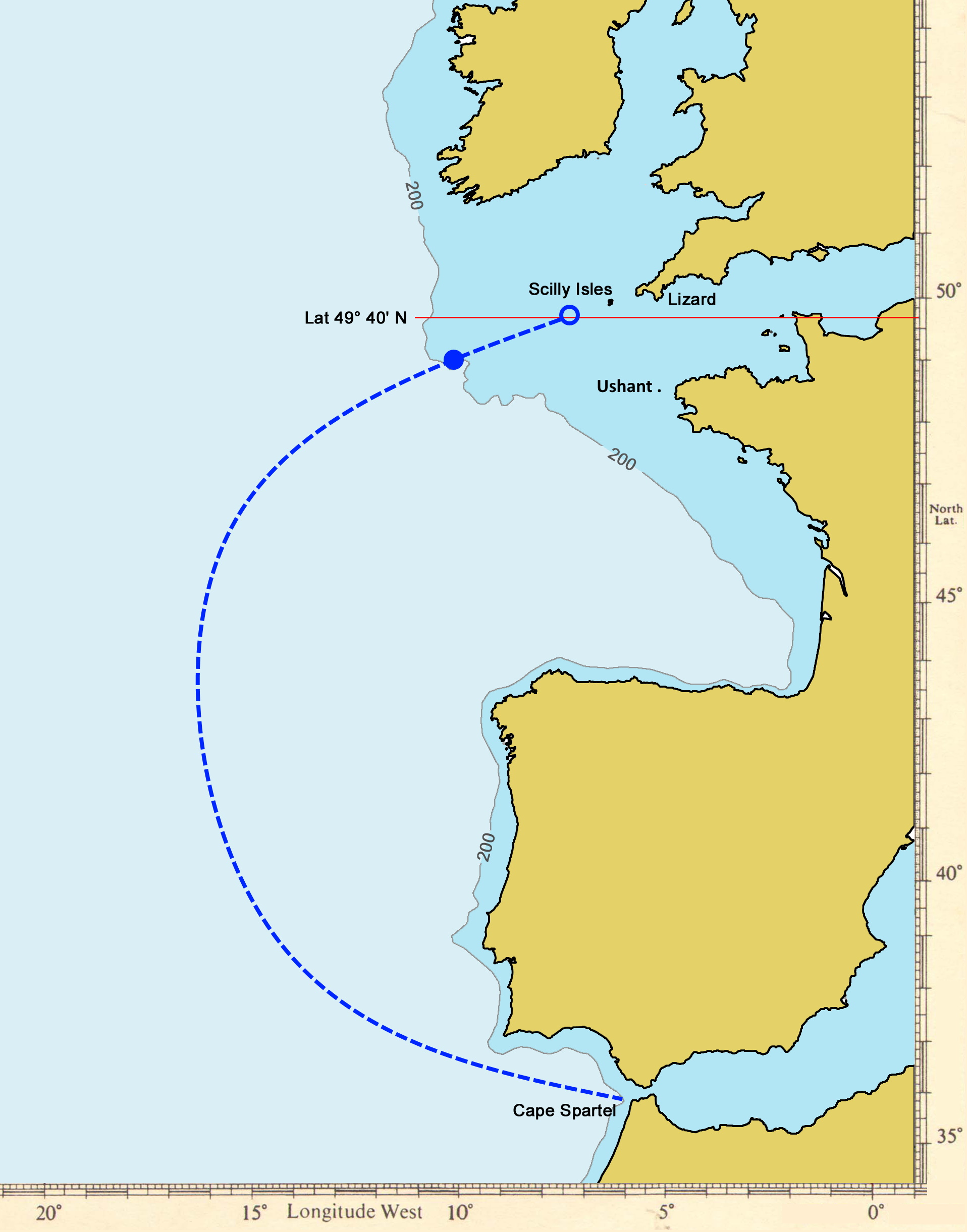
Seeroute von Showells Schiffen von Gibraltar nach England

In England wurde die Ankunft der Schiffe bereits erwartet. Seit Jahrhunderten war den englischen Seefahrern das Problem bekannt, dass Schiffe, die von Südwesten in den englischen Kanal einliefen, die Tendenz zeigten, wesentlich weiter nördlich abzudriften als beabsichtigt. Die Bedeutung der „drei L’s“ (Lead, Latitude, Look-out – Lotung, Breitengrad, Ausguck) wurden daher besonders betont. Dementsprechend lief am 21. Oktober 1707, einen Tag vor dem Unglück, ein Lotsenschiff, die Tartar, aus dem Hafen von Portsmouth aus und segelte dem Konvoi entgegen, um ihn in den Kanal zu geleiten. Nachdem die Tartar die Schiffe nicht finden konnte, kehrte sie am 24. Oktober 1707, zwei Tage nach dem Unglück, unverrichteter Dinge wieder nach Portsmouth zurück.
Am 21. Oktober 1707 ergaben die Lotungen auf Shovells Schiffskonvoi, dass die Wassertiefe abnahm und dass sich die Schiffe dem Kontinentalschelf näherten. In der Annahme, sich nordwestlich der bretonischen Küste zu befinden, segelte die Flotte weiter ostwärts. Am 22. Oktober 1707 gegen 20:00 Uhr kam es zur Kollision mit den Western Rocks der Scilly-Inseln. Als erstes Schiff kollidierte die Association mit dem Outer Gilstone rock und sank binnen zwei Minuten. Drei weitere Schiffe, die Eagle, die Romney und die Firebrand, erlitten durch Kollision bzw. Grundberührung dasselbe Schicksal und sanken. Die Royal Anne entging nur knapp demselben Schicksal, indem sie rasch die Marssegel setzte und die Felsen nur eine Schiffslänge entfernt passierte. Von den etwa 1450 Seefahrern auf den vier Schiffen gab es nur 24 Überlebende (die Zahlen zu den Opfern und Überlebenden variieren je nach Quelle).

## Die Folgen

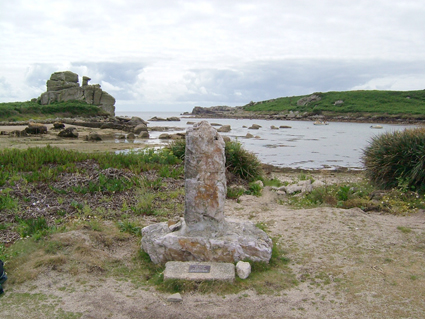
Gedenkstein für Admiral Shovell bei Porthellick Cove auf St Mary’s

In England löste die Nachricht über den Totalverlust von vier Kriegsschiffen mitsamt ihrer Besatzung mitten im Krieg und ganz ohne Feindeinwirkung große Bestürzung aus. Erneut wurde das ungelöste Problem der genauen Positionsbestimmung auf hoher See in den Fokus der Aufmerksamkeit gerückt. Wesentlich aufgrund dieses Schiffsunglücks verabschiedete das britische Parlament den Longitude Act, der am 9. Juli 1714 in Kraft trat und in dem Erfinder einer Methode der exakten Längengrad-Bestimmung eine für damalige Verhältnisse sehr hohe Belohnung von bis zu 20.000 £ zugesagt wurde. Das Problem der exakten Längengradbestimmung konnte letztlich erst im Jahr 1759 durch den von dem Uhrmacher John Harrison entwickelten Chronometer befriedigend gelöst werden.
Der Leichnam von Admiral Shovell wurde einen Tag nach dem Unglück bei Porthellick Cove auf St Mary’s geborgen. Am 22. Dezember 1707 erhielt er ein prunkvolles Begräbnis in Westminster Abbey.

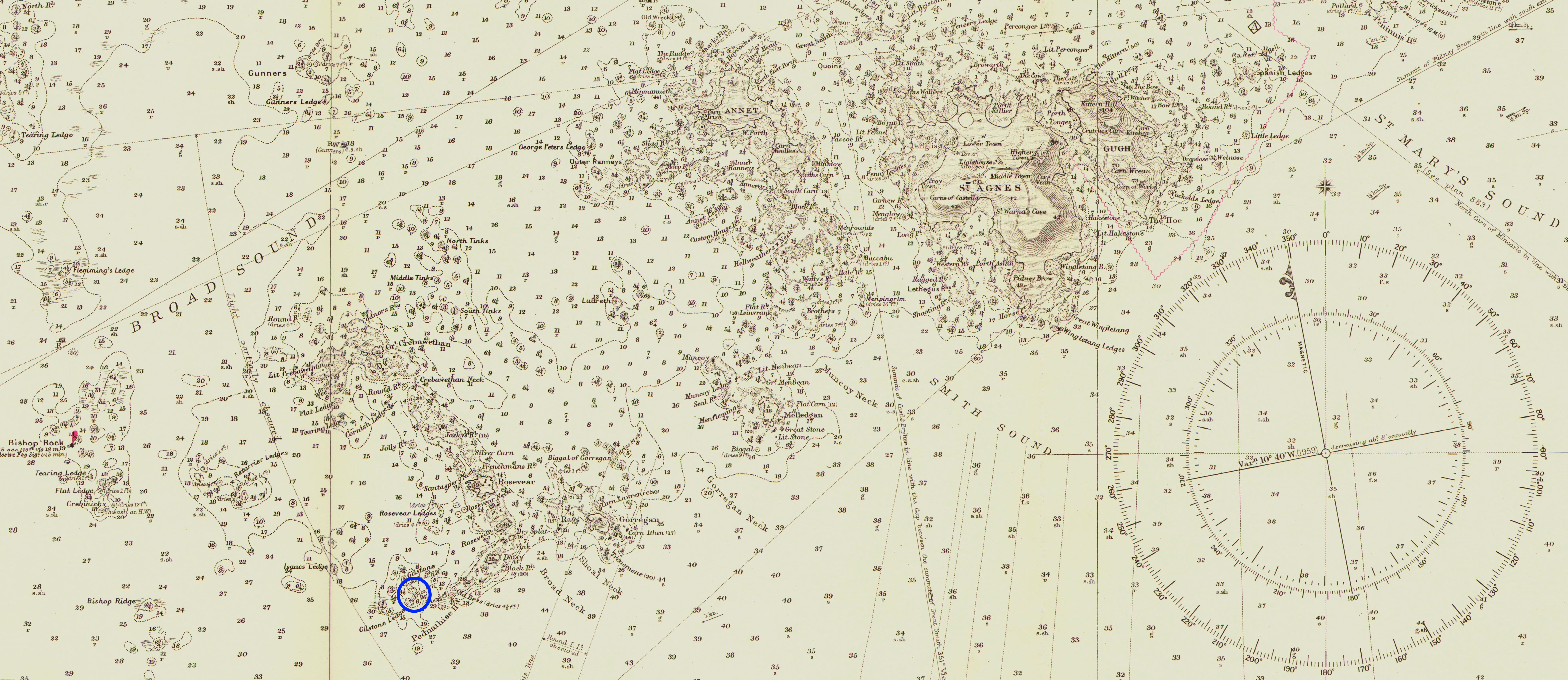
Seekarte der Scilly-Inseln von 1911 mit Lokalisation des Wracks der Association

Koordinaten: 49° 51′ 56″ N, 6° 23′ 50″ W